# 普雷斯頓 (密蘇里州賈斯珀縣)
普雷斯頓（英語：Preston）是位於美國密蘇里州賈斯珀縣的非建制地區。

## 歷史
普雷斯頓的郵局於1860年設立，其後於1880年停運。

## 地理
普雷斯頓所處的海拔為高於海平面281米（即922英呎），而該地所採用的時區為UTC-6，即北美中部時區（CST）。同時該地設有夏令時間，為UTC-6調快一小時，即UTC-5（CDT）。